# 小诺登德
小诺登德是德国石勒苏益格－荷尔斯泰因州的一个市镇。总面积10.79平方公里，总人口3049人，其中男性1512人，女性1537人（2011年12月31日），人口密度283人/平方公里。